# Ozljeda na radu
Ozljeda na radu je svaka ozljeda izazvana neposrednim i kratkotrajnim mehaničkim, fizičkim ili kemijskim djelovanjem uzročno vezana za obavljanje poslova na kojima osoba radi. 
Ozljeda može biti prouzročena i naglim promjenama položaja tijela, njegovim iznenadnim opterećenjem ili drugim promjenama fiziološkog stanja organizma. U ozljedu na radu spada i bolest koja je nastala kao posljedica nezgode ili neke više sile tijekom rada kao i ozljeda nastala na redovnom putu od stana do radnog mjesta i obratno.
Navedeni slučajevi, koji se smatraju ozljedama na radu, mnogo su širi od onih na koje se može utjecati primjenom pravila zaštite na radu na radnom mjestu. Pravila zaštite na radu uglavnom će se odnositi na sprječavanje slučajeva opisanih ozljeda na radu. Zato svaki poslodavac odnosno njegov ovlaštenik mora biti upoznat i s ostalim slučajevima koji se smatraju ozljedama na radu, kako bi zaposlenik ostvario i ostala svoja prava.
Primjenom pravila zaštite na radu smanjuje se mogućnost pojave nezgode na radu, potencijalno opasnog događaja koji može rezultirati ozljedom radnika, materijalnom štetom ili onečišćenjem okoliša. Statistički gledano, na 330 potencijalno opasnih događaja - nezgoda na radu, njih 300 prođe bez ikakvih posljedica, 29 puta se dogodi "zamalo" opasni događaj, odnosno događaj koji je zamalo uzrokovao ozljedu ili neki drugi poremećaj, dok se jednom dogodi ozljeda, šteta ili onečišćenje okoliša.
Bolest za koju se dokaže da je posljedica utjecaja procesa rada i radnog okruženja smatra se profesionalnom bolešću.

## Vanjske poveznice:
- ZAVOD ZA UNAPRIJEĐENJE ZAŠTITE NA RADU
- MINISTARSTVO RADA I MIROVINSKOG SUSTAVA
- Statistika ozljeda na radu 2014. do 2023. godine - portal zastitanaradu.com.hr